# 金野結子
金野 結子（こんの ゆいこ、1980年10月10日 - ）は、千葉県千葉市出身の元女子サッカー選手。現サッカー指導者。現役時代のポジションはミッドフィールダー。

## 来歴

### シニア
ジェフユナイテッド市原・千葉レディースでプレー。2010年シーズン終了後に引退した。

### 代表
日本女子代表では、2010年4月、2010 AFC女子アジアカップの日本代表候補にディフェンダーとして選出され、同年5月11日のメキシコ代表戦に途中出場した。しかし、アジアカップのメンバーには選ばれなかった。

## 個人成績

### 代表
- 2010年5月11日 - 日本女子代表初出場 -  メキシコ戦（2010 AFC女子アジアカップ 壮行試合、新潟）

#### 試合数
| 日本代表 | 国際Aマッチ | 国際Aマッチ |
| 年       | 出場        | 得点        |
| -------- | ----------- | ----------- |
| 2010     | 1           | 0           |
| 通算     | 1           | 0           |

#### 出場試合
| #  | 開催日        | 開催都市 | スタジアム                     | 対戦国   | 結果  | 監督       | 大会                              | 出典  |
| -- | ------------- | -------- | ------------------------------ | -------- | ----- | ---------- | --------------------------------- | ----- |
| 1. | 2010年5月11日 | 新潟     | 東北電力ビッグスワンスタジアム | メキシコ | ○ 3-0 | 佐々木則夫 | 2010 AFC女子アジアカップ 壮行試合 | [ 7 ] |

## 指導歴
出典: JFA ナショナルコーチングスタッフ
- ジェフユナイテッド市原・千葉レディース
  - 2013年-2015年 U-18コーチ・監督
  - 2016年-2017年 U-15コーチ
  - 2018年 U-18監督
- JFAアカデミー福島
  - 2019年 女子U-18 コーチ
  - 2020年 女子U-15 監督
  - 2021年 女子U-18 コーチ
  - 2022年 女子U-15 監督
- 日本女子代表
  - 2023年 U-16・U-19コーチ
  - 2024年 U-17コーチ